# Subcancilla lopesi
Subcancilla lopesi är en snäckart som först beskrevs av Matthews och Coelho 1969.  Subcancilla lopesi ingår i släktet Subcancilla och familjen Mitridae. Inga underarter finns listade i Catalogue of Life.